# Escevofílax

Grande Igreja de Constantinopla

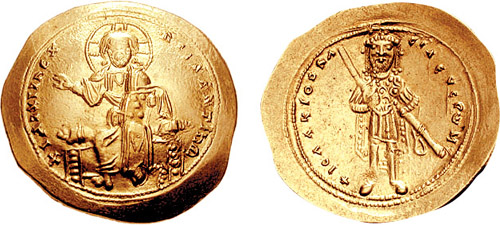
Histameno de r.

Escevofílax (em grego: σκευοφύλαξ; romaniz.: Skeuophylax; lit. "guarda dos vasos"), de forma feminina escevofilácissa (em grego: σκευοφυλάκισσα; romaniz.: skeuophylákissa), é um ofício eclesiástico da Igreja Ortodoxa. Geralmente mantido por um padre, o ofício é encarregado de cuidar dos vasos e mobílias sagrados de uma igreja ou mosteiro. No Império Bizantino, desempenhou importante papel na liturgia e, junto com o ecônomo ou mordomo, administrou a propriedade duma respectiva igreja ou mosteiro.
O escevofílax de Santa Sofia, em Constantinopla, distinguia-se pelo epíteto de grande (megas) e foi nomeado pelos imperador até o reinado de Isaac I Comneno (r. 1057–1059), quando a prerrogativa passou aos patriarcas. Até o final do século XI, o grande escevofílax foi classificado em segundo lugar na hierarquia administrativa, após o grande ecônomo do patriarca, caindo para o terceiro lugar próximo ao grande sacelário depois disso.
Ele chefiou um departamento (secreto) conhecido como grande escevofiláceo (em grego: μέγα σκευοφυλακείον; romaniz.: mega skeuophylakeion), com alguns secretários subordinados (cartulários). Este secreto provavelmente teve suas origens nos corpos de 12 escevofílaces (quatro padres, seis diáconos e dois leitores) registrados como formando parte duma equipe de Santa Sofia em 612.